# Robert Herman Küsel
Robert Herman Küsel, född 30 januari 1819 i Stockholm, död 29 januari 1898 på Duvnäs gård i Nacka socken, var godsägare och under en tid disponent vid Gustavsbergs porslinsfabrik. 

## Biografi
Robert Küsel härstammade från den tysk-svenska släkten Küsel som ursprungligen med grosshandlaren Simon Fredrik Küsel på 1690-talet invandrade från Lübeck till Sverige. Robert Küsel var son till bergsrådet Jakob Küsel (1771–1835) och Johanna Silfvergren (1779–1869).
Robert Küsel var magasinsförvaltare vid gamla Kungliga Teatern och kontorsskrivare vid Stockholms Auktionsverk. 1846 beviljades honom privilegium att driva cigarrfabrik i Stockholm. Tillverkningen var av ringa omfattning och upphörde redan 1849.
År 1863 bestämde han sig att förvärva Duvnäs gård från Jacob Adolf Häggs dödsbo. Han lär ha sedd gården när han for förbi med ångbåt till och från sitt arbete på Gustavsberg och fattade tycke. Küsel utvecklade gårdens jordbruk och lät uppföra nya ekonomibyggnader norr om gården som på 1950-talet ombyggdes till skola. Efter Robert Küsels död 1898 sålde hans fem barn en större del av egendomen, som efter 1907 exploaterades av Aktiebolaget Saltsjö-Dufnäs villatomter och blev grunden till dagens villasamhälle Saltsjö-Duvnäs

## Familj
Robert Küsel var far till konstnären Ernst Küsel och morfar till konstnären Olle Nyman samt barnbarn till affärsmannen Carl Gottfried Küsel. Han gifte sig 1870 med Emilia ”Emily” Augusta Lund (1844–1927). Kring år 1890 bodde familjen i Hedvig Eleonora församling på Norrmalm i kvarteret Fyrkanten, men var mantalsskrivna i Nacka. Paret fick fem barn, samtliga föddes på Duvnäs gård:
- Emil Herman, född 1871
- Ernst Nikolaus, född 1873
- Filip Eugène, född 1874
- Edit Maria Mercedes, född 1877
- Johanna Emilia, född 1880

Strax efter makens död flyttade hustrun Emily samt barnen till huvudbyggnaden på Övre Duvnäs. Dottern Edit var gift med konstnären Hilding Nyman, deras barn var Kajsa och Olle Nyman, som bosatte sig på den östra delen av Övre Duvnäs och utövade där sitt konstnärskap. Robert Küsel fann sin sista vila i familjegraven på Solna kyrkogård. I samma grav finns bland andra Ernst Küsel, Hilding Nyman och Olle Nyman